# Mil angulaire
Pour les articles homonymes, voir Mil.

Symbole du millième.

Le mil angulaire, dit aussi millième angulaire ou pour mille d'artillerie, est une unité de mesure des angles en usage dans les domaines militaire et nautique, utilisée surtout pour les instruments d'orientation et de pointage. Son symbole est un « m » barré à 30° : ₥ (U+20A5, Alt+8357).
Le mil se base sur l'angle qu'intercepte un objet de 1 m à une distance de 1 000 m ; soit, par l'approximation de Gauss, un milliradian. Un viseur ou des jumelles avec un réticule gradué en mils permet d'évaluer rapidement, sans télémètre, la distance d'un objet de hauteur connue (par exemple celle d'un amer en navigation côtière) : cette distance, en kilomètres, est égale à la hauteur en mètres de l'objet divisée par l'angle mesuré en mils (par exemple, un phare de 40 m de haut vu sous 8 ₥ est à 5 km, tandis qu'un homme de 1,8 m sous 9 ₥ est à 0,2 km).

## Histoire
Charles Dapples, né en 1837 et mort en 1920, ingénieur, artilleur puis professeur à l'université de Lausanne, propose le millième pour régler les tirs d'artillerie. L'artillerie suisse l'applique dès 1864, pour tous les angles, sous le nom de pour mille.
L'armée française utilise le millième à partir de 1898. La tangente exprimée en millièmes ou en pour mille, unité équivalente tant que l'angle est petit, était déjà en usage en topographie pour mesurer la déclivité (pente) des voies ferrées.
La taille apparente, à peu près identique, du Soleil et de la Lune, est de 9 ₥. Celle de la largeur d'un doigt à bout de bras est d'environ 10 ₥ (le double pour le pouce), cette valeur pouvant facilement être plus précisément déterminée à l'avance par chacun

## Artillerie
Les bataillons d'artillerie, et les officiers d'infanterie qui peuvent faire appel à l'artillerie, utilisent le mil comme unité d'angle, bien qu'il en existe trois définitions différentes. Rigoureusement, 2π radians en millième serait égal à 2 × π × 1000 ≈ 6 283 millièmes, et les trois définitions correspondent à des approximations où une révolution (360°) vaut respectivement 6 400 mils OTAN, 6 000 mils soviétiques et 6 300 mils suédois. Le mil est également utilisé en tir à la carabine de précision, les réticules des lunettes de ces carabines étant souvent gradués en mils. 
Parmi les pays membres de l'OTAN, le mil est défini comme étant 1/6400 d'une révolution, soit 202,5 secondes d'arc ou 3,375 minutes. L'unité approche la valeur d'un milliradian à 1,8 % près par défaut (ce mil est peu plus petit, ce qui signifie qu'un objet d'un mètre vu sous l'angle d'un mil OTAN ne sera pas à 1 000 mètres, mais un peu plus loin, à 1 020 mètres environ). Le nombre rond, 6 400, choisi par convention, permet de construire un rapporteur de fortune de 100 mils en pliant une feuille de papier (circulaire) six fois consécutivement (car 64 = 26). Il y a 1 600 mils dans 90°, et 18 mils dans un degré. La taille apparente, à peu près identique, du Soleil et de la Lune, est de 9 ₥.
Le mil soviétique vaut 1/6000 d'une révolution, valeur qui a l'avantage de se convertir plus facilement en degrés (un mil soviétique vaut 0,06°). L'erreur par rapport au milliradian est de 4,5 %, par excès (ce qui signifie qu'un objet d'un mètre vu sous l'angle d'un mil soviétique ne sera pas à 1 000 mètres, mais un peu plus près, à 955 mètres environ)
Le mil suédois vaut 1/6300 d'une révolution, valeur qui a l'avantage d'être une meilleure approximation du milliradian (erreur de 0,3 %).